# Mark Levine (chính khách Virginia)
Mark H. Levine (sinh ngày 7 tháng 5 năm 1966) là một chính khách người Mỹ phục vụ với tư cách là Đại biểu từQuận 45 của Hạ viện Virginia kể từ năm 2016. Ông là thành viên của Đảng Dân chủ.
Levine là một luật sư hiến pháp, người ủng hộ sớm cho hôn nhân đồng giới ở Hoa Kỳ. Ông đã tổ chức một chương trình phát thanh chính sách công cộng tiến bộ trên toàn quốc và đã làm việc như một chuyên gia truyền hình.
Là một người đồng tính nam công khai, Levine là người đồng tính công khai thứ ba và người LGBT công khai thứ ba được bầu vào Hạ viện Virginia và Đại hội đồng Virginia (sau Adam Ebbin và Mark Sickles).
Levine là một trong năm người LGBT công khai phục vụ trong Đại hội đồng Virginia (cùng với Adam Ebbin, Mark Sickles, Dawn Adams và Danica Roem).

## Tuổi thơ, giáo dục và sự nghiệp
Sinh ra ở Nashville, Tennessee, Levine có bằng kinh tế magna cum laude từ Đại học Harvard, là học giả Fulbright ở Thụy Sĩ và lấy bằng Juris Doctor từ Trường Luật Yale. Levine từng làm thợ săn Đức quốc xã, nhà sử học Do Thái và giáo viên trường nội thành trước khi trở thành luật sư xét xử tại Hughes Hubbard & Reed LLP ở Los Angeles, California, California. Levine là người Do Thái.